# تامی لندر
تامی لندر (انگلیسی: Tommy Lander؛ 1875 – ۱۹۵۶ (۸۰−۸۱ سال)) بازیکن فوتبال بود.
از باشگاه‌هایی که در آن بازی کرده‌است می‌توان به باشگاه فوتبال پورت ویل اشاره کرد.